# 판문역
판문역(Panmun station, 板門驛)은 2007년 5월 17일에 남북철도연결구간 열차시험운행을 하면서 조선민주주의인민공화국에 새로 개통된 역이다. 2007년 12월부터 문산역을 오가는 정기 화물열차가 정차했으며, 2008년 12월 1일부터 잠시 열차 운행이 중지되었지만 2009년 8월 25일부로 정식 열차 운행이 재개, 현재에 이르고 있다.

## 특이 사항
- 문산역에서 출발하여 하루 1회 정기운행을 하는 화물열차는 봉동역에 정차하기로 예정되어 있으나, 봉동역에 화물터미널이 완공되기 전까지는 판문역에 임시 정차한다.
- 도라산역을 방문한 조선민주주의인민공화국 관계자가 대한민국 측에 판문역을 도라산역과 비슷한 형식으로 지어줄 것을 요청하여 이를 받아들인 대한민국 측에서 역사를 지었다.[1]

## 역 역사
- 2000년 6월 15일: 남-북 철도 연결계획 수립
- 2002년 9월 18일: DMZ 구간 공사 착공
- 2003년 6월 14일: 경의선·동해선 연결식 (남북이 따로 진행)
- 2003년 12월 31일: 대한민국측 구간 공사 완료
- 2006년: 개통 예정이었으나 조선민주주의인민공화국의 반대로 연기
- 2007년 5월 17일: 남북철도연결구간 열차시험운행 및 정식 개통
- 2007년 12월 11일: 문산 - 봉동간 화물열차 정기 운행 시작
- 2008년 11월 28일: 남북관계 경색으로 인해 문산 - 봉동간 화물열차 운행 중지
- 2008년 12월 1일 : 조선민주주의인민공화국이 12·1조치를 발표하면서 철도 운행이 정식 중단됨
- 2009년 8월 25일 : 12·1조치 해제로 철도 운행 공식 재개